# L'Aigle et le Vautour (film, 1933)
Pour les articles homonymes, voir L'Aigle et le Vautour.
L'Aigle et le Vautour (The Eagle and the Hawk) est un film américain réalisé par Stuart Walker, sorti en 1933.

## Synopsis
Le lieutenant Young, héros de l'aviation, est associé à un nouvel équipier, Crocker.  Ils se détestent cordialement. Young est envoyé en congé par son major à la suite de ses problèmes nerveux dus à la perte de plusieurs amis.  Pendant ce temps, Crocker prend des risques inconsidérés qui ont causé la mort d'un autre membre de l'escadrille.  Young l'apprend à son retour et se lance dans un discours contre la guerre...

## Fiche technique
- Titre : L'Aigle et le Vautour
- Titre original : The Eagle and the Hawk
- Réalisation : Stuart Walker
- Directeur associé : Mitchell Leisen
- Scénario : Seton I. Miller et Bogart Rogers d'après l'histoire Death in the Morning de John Monk Saunders
- Producteur : Bayard Veiller
- Société de production : Paramount Pictures
- Musique : John Leipold
- Photographie : Harry Fischbeck
- Effets spéciaux : Loyal Griggs
- Pays de production : États-Unis
- Format : Noir et blanc - Son : Mono (Western Electric Noiseless Recording)
- Genre : Drame et guerre
- Durée : 68 minutes
- Date de sortie : 
  - États-Unis : 6 mai 1933
- Affiche : Roger Soubie (France)

## Distribution
- Fredric March (VF : René Fleur) : Jerry H. Young
- Cary Grant : Henry Crocker
- Jack Oakie : Mike Richards
- Carole Lombard : The Beautiful Lady
- Sir Guy Standing : Major Dunham
- Forrester Harvey : Hogan
- Kenneth Howell : John Stevens
- Leyland Hodgson : Kingsford
- Virginia Hammond : Lady Erskine
- Douglas Scott : Tommy Erskine
- Robert Seiter : Voss
- Adrienne D'Ambricourt : Fifi
- Russell Scott : le sergent

Acteurs non crédités :
- Lane Chandler : un pilote
- Crawford Kent : un général